# Амлах
Амлах — містечко й громада округу Лієнц в землі Тіроль, Австрія.
Амлах лежить на висоті  689 над рівнем моря і займає площу 22,49 км². Громада налічує 378 мешканців. 
Густота населення 17/км².  
Округ Лієнц, до якого належить Амлах, називається також Східним Тіролем. Від основної частини землі, 
Західного Тіролю, його відділяє смуга Південного Тіролю, що належить Італії. 
|                                |
| Амлах на мапі округу та землі. |

 Адреса управління громади: Lindenstraße 4, 9908 Amlach. 

## Виноски
1. ↑  Dauersiedlungsraum der Gemeinden Politischen Bezirke und Bundesländer - Gebietsstand 1.1.2018 — Статистичне управління Австрії.
2. ↑  Einwohnerzahl 1.1.2018 nach Gemeinden mit Status, Gebietsstand 1.1.2018 — Статистичне управління Австрії.
3. ↑  www.amlach.net. Архів оригіналу за 17 червня 2021. Процитовано 28 липня 2021.